# Falla de las Highlands

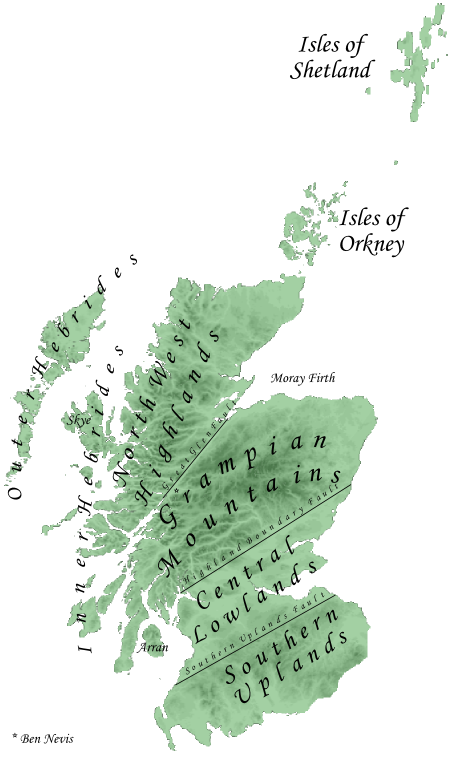
Principales zonas geográficas y límites de Escocia. La falla de la Highlands, ‘Highlands Boundary Fault’, se encuentra entre ‘Grampian Mountains’ y ‘North West Highlands’.

La falla de las Highlands (en inglés Highland Boundary Fault) es una falla geológica que atraviesa Escocia desde la isla de Arran y Helensburgh en la costa oeste, hasta Stonehaven en el este. Esta falla separa dos regiones fisiográficas claramente distintas: las Highlands o "tierras altas" y las Lowlands o "tierras bajas"; sin embargo, en la mayoría de los lugares esta diferencia solo se nota en representaciones topográficas.
Alineada desde el sudoeste hasta el noreste, nace en Lochranza en Arran, corta en dos la isla de Bute, y cruza las penínsulas de Cowal y Rosneath así como el fiordo de Clyde. Toca tierra cerca de Helensburgh, continúa luego a través del Loch Lomond hasta Aberfoyle, y luego Callander, Comrie y Crieff. Forma después el límite norte del valle de Strathmore y alcanza el mar del Norte junto a Stonehaven, cerca de la Capilla de Santa María y San Nathalan. Al norte de la falla el terreno está compuesto por rocas metamórficas de los periodos Precámbrico y Cámbrico: depósitos marinos transformados en esquistos, filitas y pizarras. Al sur predominan las areniscas: rocas sedimentarias más blandas de los periodos de los periodos devónico y carbonífero.
La falla de las Highlands estuvo activa durante la orogénesis caledonia, una colisión de placas tectónicas que tuvo lugar entre el periodo Ordovícico y el Devónico (hace entre 520 y 400 millones de años), durante el cierre del océano de Jápeto. Esta falla geológica permitió que el Midland Valley ("valle de las tierras medias") descendiera hasta 4000 metros, hasta convertirse en una zona rift, provocando movimientos tectónicos verticales, que fueron posteriormente sustituidos por un roces horizontales.
Una falla complementaria, la Southern Upland Fault ("falla meridional de las Tierras Altas"), forma la frontera sur de los Lowlands.